# Résolution 896 du Conseil de sécurité des Nations unies
Membres permanents
- Chine
- États-Unis
- France
- Royaume-Uni
- Russie

Membres non permanents
- Argentine
- Brésil
- Djibouti
- Espagne
- Nigéria
- Nouvelle-Zélande
- Oman
- Pakistan
- République tchèque
- Rwanda

Résolution no 895 Résolution no 897
La Résolution 896 du Conseil de sécurité des Nations unies fut adoptée à l'unanimité le 31 janvier 1994. Après avoir réaffirmé les résolutions 849 (de 1993), 854 (en) (de 1993), 858 (en) (de 1993), 876 (de 1993), 881 (en) (de 1993) et 892 (en) (de 1993) sur la guerre d'Abkhazie et la résolution 868 (de 1993) concernant la sécurité des soldats du maintien de la paix des Nations unies, le Conseil a examiné la possibilité de créer une force de maintien de la paix en Abkhazie et en Géorgie, et a discuté du processus de paix.
Le Conseil de sécurité s'est félicité de la signature d'un communiqué du deuxième cycle de négociations à Genève et a souligné l'importance pour les deux parties de respecter leurs obligations. Les parties se sont également déclarées favorables à une force de maintien de la paix des Nations unies ou à d'autres forces dans la région, sous réserve de l'autorisation des Nations unies. Le Conseil a pris note des pourparlers prévus à Moscou le 8 février 1994 et de l'intention du Secrétaire général Boutros Boutros-Ghali et de son Représentant spécial de convoquer un nouveau cycle de négociations le 22 février 1994. La gravité de la situation en Géorgie, où près de 300 000 personnes déplacées d'Abkhazie étaient présentes, a été reconnue.
Les parties ont été convoquées dès que possible pour reprendre les négociations et indiquer leur volonté de trouver une solution, dans laquelle la souveraineté et l'intégrité territoriale de la Géorgie doivent être respectées. Dans le même temps, il a été souligné que des progrès devaient être faits sur le statut politique de l'Abkhazie. Le mandat de la Mission d'observation des Nations unies en Géorgie (MONUG) a été prorogé jusqu’au 7 mars 1994, en vue d’augmenter ses effectifs si nécessaire.
Les deux options proposées par le Secrétaire général concernant la création d'une mission de maintien de la paix en Abkhazie (Géorgie) ont été notées, il a également été prié de faire un rapport sur les progrès du troisième cycle de négociations et sur toutes les circonstances dans lesquelles une telle force serait nécessaire.
Le Conseil reconnaît que tous les réfugiés et personnes déplacées ont le droit de rentrer chez eux et que toutes les parties doivent honorer leurs engagements à cet égard et convenir d'un calendrier. Toutes les tentatives visant à modifier la composition démographique de l'Abkhazie en la repeuplant par des personnes qui n'y résidaient pas auparavant ont été condamnées. Enfin, toutes les parties ont été instamment priées de respecter le cessez-le-feu et de garantir la sécurité du personnel des Nations unies, et les États Membres ont été instamment priés de verser des aides à la Géorgie pour l'aider à surmonter les conséquences du conflit.